# Sattelbach (Kothgraben)
Der Sattelbach ist ein Fließgewässer im Mangfallgebirge und der linke Oberlauf des Fischbachs. 
In Fischbachau vereinigt sich dieser mit einem rechten, ansonsten namenlosen Oberlauf mit Ursprung am Marbacher Berg und wird dann Fischbach genannt.
Nach kurzem weiterem Verlauf nimmt dieser noch den Kothgraben von links auf, bevor er von rechts beim Ortsteil Point von rechts in die Leitzach einfließt. Je nach sich teilweise widersprechender Quellenlage wird dieser Abschnitt ebenfalls als Kothgraben bezeichnet und nicht als Fischbach.
Der Sattelbach selbst entsteht westlich unterhalb des Sattels zwischen Breitenstein und Schweinsberg, fließt durch einen Graben an der Wallfahrtskapelle Birkenstein vorbei bis in den Ortskern von Fischbachau.